# M/S Ballerina
M/S Ballerina är ett svenskt passagerarfartyg, som trafikerar Saltsjön i Stockholm för Rederiaktiebolaget Ballerina, framför allt på Sjövägen.
M/S Ballerina byggdes som M/S Rødtangen 1973 på Gustafsson & Anderssons varv i Lidingö och levererades till Norge. År 1982 såldes fartyget till Rederi AB Ballerina och omdöptes till M/S Ballerina. Hon trafikerade rutten  Nybroplan–Larsberg från 1999 och rutten Ropsten–Storholmen från 2014. Från 2017 förstärkte båten Sjövägen. Från 1 januari 2020 är Ballerina ordinarie (sommar)fartyg på den norra delen av SL:s linje 80, Ropsten - Storholmen.

## Galleri

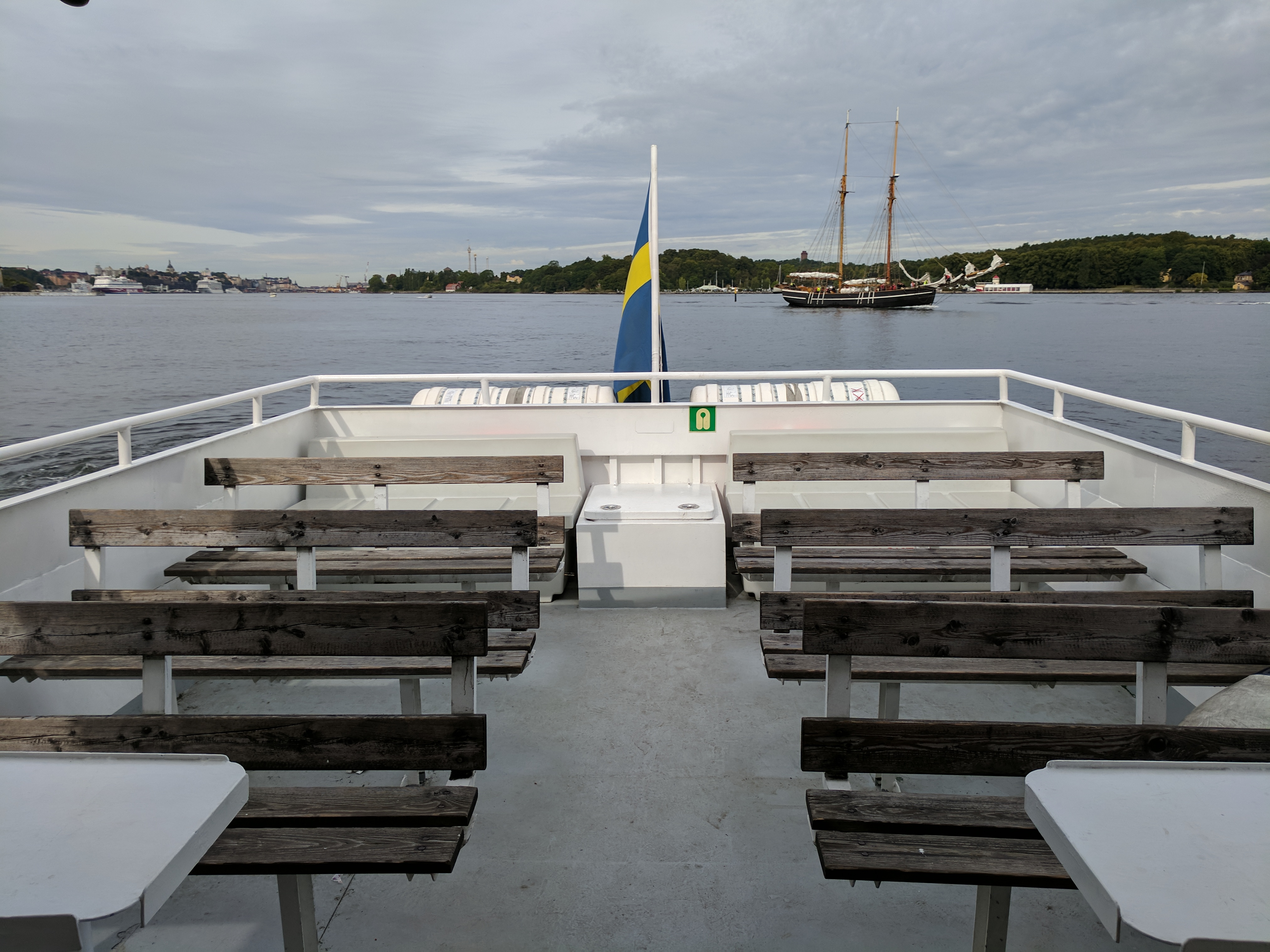
Aktern
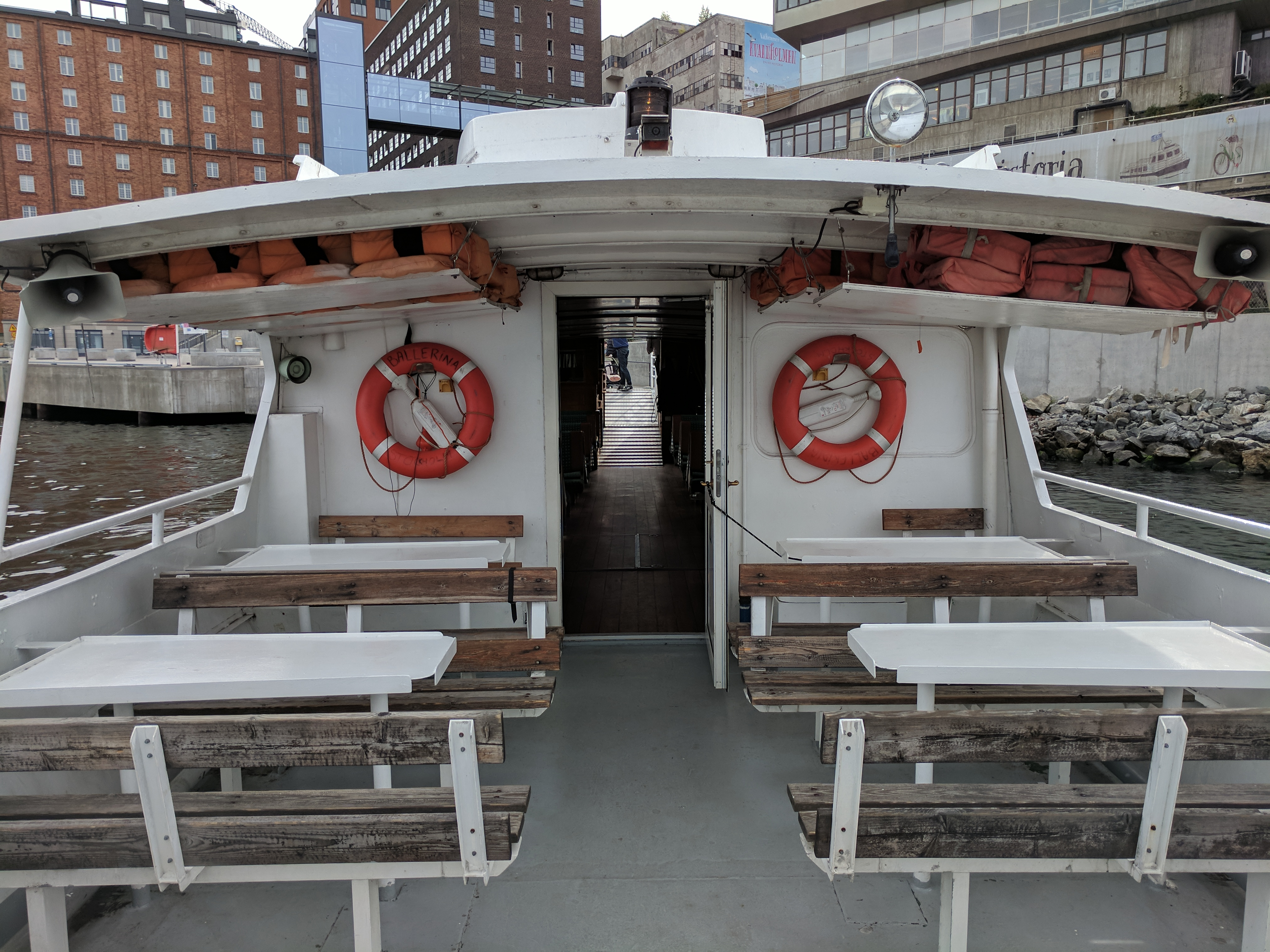
Aktern mot fören
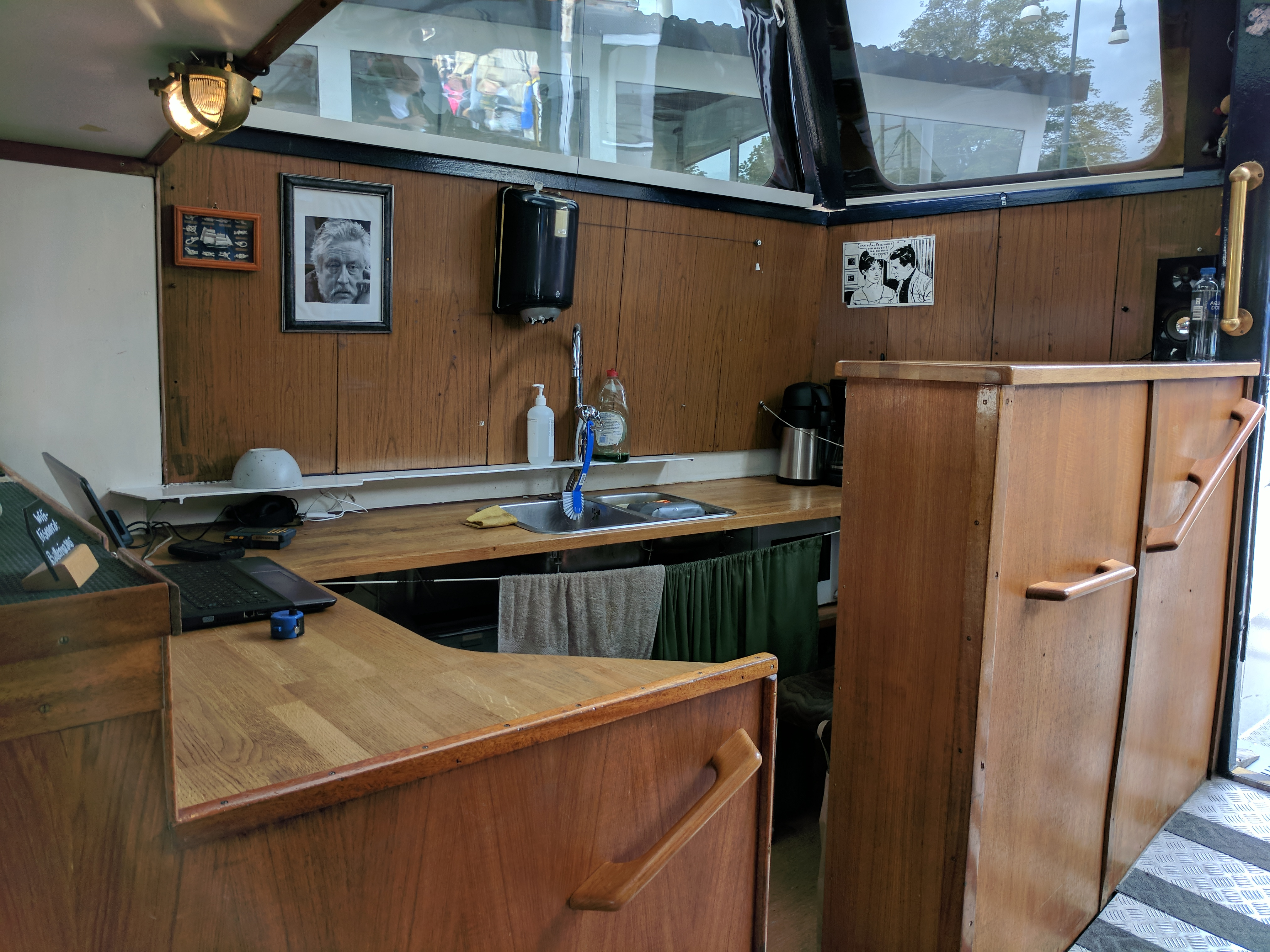
Informationsdisken
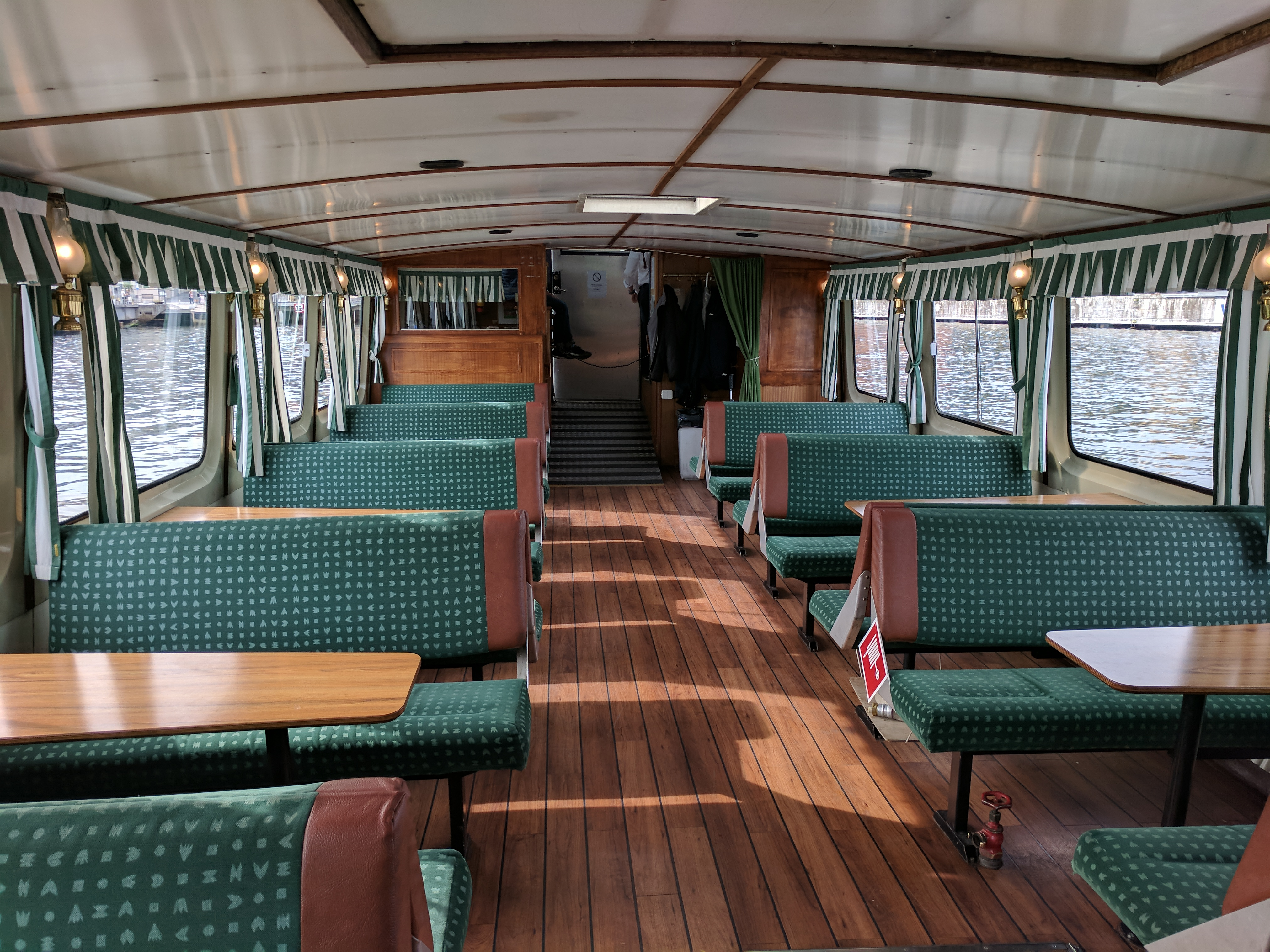
Insidan